# Atelier Farnèse
 (janvier 2012).
L'Atelier Farnèse est un espace de travail pour les scénaristes français et italiens.
Au moyen d'un soutien et d'une aide économique, il offre à des scénaristes français et italiens la possibilité de concrétiser l’écriture d'histoires communes . 

## L’Atelier Farnèse, un projet culturel franco-italien
En 2009, pendant le Festival de Cannes, la première édition de l’Atelier Farnèse, laboratoire franco-italien d’écriture de scénarios, a été présenté aux professionnels. A l’initiative de l’Ambassade de France en Italie
, sur une idée d’Enrico Della Rosa et de Francesco Ranieri Martinotti, l’Atelier Farnèse s’inscrit dans une démarche collective pour stimuler l’écriture d’histoires communes et renouer avec l’esprit qui a permis aux cinémas, italien et français, d’occuper une place de premier plan.

## Un atelier d’écriture de scénarios
L’Atelier Farnèse, a pour principal objectif de recréer ce climat de confiance réciproque et de dialogue entre les cinéastes des deux pays. Après la Seconde Guerre mondiale, les rapports étaient tellement étroits, que scénaristes, réalisateurs et producteurs de cinéma se retrouvaient tout naturellement, souvent autour d’une bonne table, pour travailler ensemble et s’affranchissaient sans difficulté de la barrière de la langue. En 1960, plus d’une centaine de films par an, ont fait l’objet d’une coproduction entre la France et l'Italie, en 2008 ils n’étaient plus qu’une dizaine. 

## La relance des coproductions artistiques entreFranceet l'Italie
Si les accords de coproductions  entre la France et l’Italie ne cessent de s'améliorer, des initiatives concrètes permettant de déboucher sur des créations artistiques, se font rares. L’Atelier Farnèse offre ainsi l’opportunité à des auteurs de nos deux pays de se connaître, d’échanger des idées, des références culturelles et de s'appuyer sur cette capacité naturelle à travailler ensemble afin de recréer cet esprit de complicité.

## Le programme de l'Atelier Farnèse
L’Atelier s’adresse tout particulièrement aux auteurs italiens et français ayant déjà participé à l’écriture de scénarios de longs métrages, et dont le projet est soutenu par un producteur. Il s’articule autour de plusieurs sessions annuelles, de travail de réflexion et de coécriture, encadrées par des scénaristes confirmés. 
L’Atelier a imaginé d’accueillir les sessions semestrielles alternativement en France et en Italie dans des lieux propices à l’inspiration comme Grottaferrata dans le Latium, où a été élaboré, avec le concours de nombreux professionnels français et italiens, le programme et le contenu de l’Atelier.
L’atelier Farnèse est actuellement dirigé par Francesco Ranieri Martinotti, auteur-réalisateur de films, et  Aldo Tassone, critique de cinéma. L’Atelier est soutenu par des Commissions du Film de Régions des deux pays:  Regione Lazio  et  Collectivité territoriale de Corse en 2011), le CNC, la Direzione generale del cinema du MIBAC, la SACD.